# Великочернеччинська сільська рада
Великочернеччинська сільська́ ра́да — колишній орган місцевого самоврядування в Сумському районі Сумської області. Адміністративний центр — село Велика Чернеччина.

## Загальні відомості
- Населення ради: 2 951 особа (станом на 2001 рік)

## Населені пункти
Сільській раді були підпорядковані населені пункти:
- с. Велика Чернеччина
- с. Вільшанка
- с. Липняк
- с. Хомине

## Склад ради
Рада складалася з 16 депутатів та голови.
- Голова ради: Ващенко Володимир Вікторович
- Секретар ради: Сіренко Людмила Михайлівна

### Керівний склад попередніх скликань
| Прізвище, ім'я, по батькові  | Основні відомості                                                               | Дата обрання | Дата звільнення |
| ---------------------------- | ------------------------------------------------------------------------------- | ------------ | --------------- |
| Ващенко Володимир Вікторович | Сільський голова, 1962 року народження, освіта середня спеціальна, безпартійний | 26.03.2006   | 31.10.2010      |
| Ващенко Володимир Вікторович | Сільський голова, 1962 року народження, освіта середня спеціальна, безпартійний | 31.10.2010   |                 |

Примітка: таблиця складена за даними сайту Верховної Ради України